# Округ Клинтон (Њујорк)
Округ Клинтон (енгл. Clinton County) је округ у америчкој савезној држави Њујорк. По попису из 2010. године број становника је 82.128.

## Демографија
Према попису становништва из 2010. у округу је живело 82.128 становника, што је 2.234 (2,8%) становника више него 2000. године.
| Група             | 2000.          | 2010.          |
| Белци             | 73.729 (92,3%) | 74.832 (91,1%) |
| Афроамериканци    | 2.863 (3,6%)   | 3.209 (3,9%)   |
| Азијати           | 537 (0,7%)     | 898 (1,1%)     |
| Хиспаноамериканци | 1.964 (2,5%)   | 2.054 (2,5%)   |
| Укупно            | 79.894         | 82.128         |